# Ориби
Ори́би (лат. Ourebia ourebi) — антилопа семейства полорогих, относится к настоящим антилопам, но иногда их включают с некоторыми другими видами в отдельное подсемейство карликовых антилоп (Neotraginae). Среди всех видов карликовых антилоп, ориби является крупнейшим.

## Ареал
Ареал — степи, саванны, сахель в Африке южнее Сахары, от южного Мали и Сенегала до Эфиопии, в Кении и до пустыни Калахари, а также на отдельных участках Южной Африки. Предпочитает равнинные или слабо холмистые места.

## Описание вида

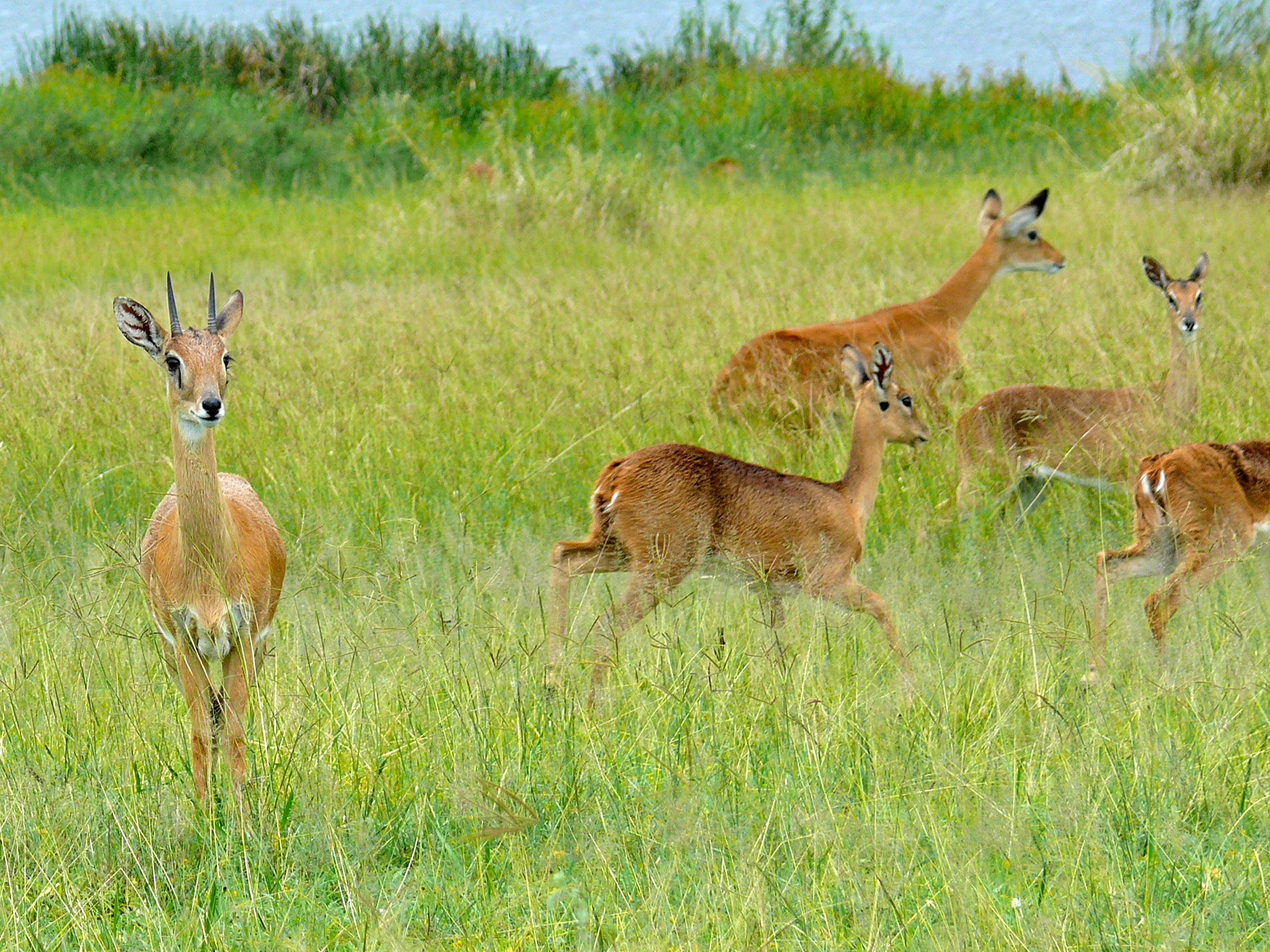
Подвид Ourebia ourebi montana в северной Уганде

Ориби имеет длину тела до 1 (до 1,1) м, высоту в холке до 70 см и вес до 20 (до 22) кг. У самцов прямые рожки до 12 см, отсутствующие у самок. Хвост короткий, чёрный, шерсть гладкая, рыжеватая или красноватая, снизу белого цвета.
Ориби обитают парами, либо группами, состоящими из самца и нескольких самок, размножение происходит без выраженного сезона. Основу рациона составляют трава и листья.
У животных множество естественных врагов: львы, леопарды, гиены, крокодилы, а также питоны, орлы и прочие хищники. Также ориби являются предметом охоты местного населения из-за вкусного мяса. Тем не менее, животные хорошо прячутся в высокой траве и довольно многочисленны. Охранный статус — минимальный риск (LC).

### Классификация
Хотя в роде Ориби один вид, в нём выделяют более 10 подвидов:
- Ourebia ourebi aequatoria
- Ourebia ourebi cottoni
- Ourebia ourebi dorcas
- Ourebia ourebi gallarum
- Ourebia ourebi goslingi
- Ourebia ourebi haggardi
- Ourebia ourebi hastata
- Ourebia ourebi kenyae
- Ourebia ourebi montana
- Ourebia ourebi ourebi
- Ourebia ourebi quadriscopa
- Ourebia ourebi rutila
- Ourebia ourebi ugandae